# UEFA-Stadioninfrastruktur-Reglement
Durch das UEFA-Stadioninfrastruktur-Reglement werden die Kriterien festgelegt, um europäische Fußballstadien zu klassifizieren. Es gibt vier Kategorien: 1, 2, 3 und 4. Zuständig für die Klassifizierung sind die entsprechenden Landesverbände. Sie haben Stadien, in denen Spiele eines internationalen Wettbewerbs ausgetragen werden sollen, zu inspizieren und anhand der Kriterien Stadionzertifikate auszustellen, die an die UEFA-Administration zu übermitteln sind.
In Deutschland wird die Klassifizierung gemeinsam von DFB und DFL vorgenommen. Dazu wurde ein „Stadionhandbuch – Anforderungen an Fußballstadien in baulicher, infrastruktureller, organisatorischer und betrieblicher Hinsicht“ entwickelt, welches in weiten Teilen auf das UEFA-Stadioninfrastruktur-Reglement Bezug nimmt. Vor Einführung des UEFA-Stadioninfrastruktur-Reglements im Jahr 2006 benannte die UEFA Fünf-Sterne-Stadien und Vier-Sterne-Stadien. Die Auszeichnung als Fünf-Sterne-Stadion war Voraussetzung, damit in einem Stadion ein Champions-League-Finale ausgetragen werden kann. Um ein UEFA-Pokal-Finale (heute UEFA Europa League) austragen zu können, musste ein Stadion mindestens als Vier-Sterne-Stadion klassifiziert sein. Trotz dieser Bedeutung der Auszeichnung gab es von Seiten der UEFA keine offizielle Liste der ausgezeichneten Stadien.

## Kriterien
Im Stadioninfrastruktur-Reglement finden sich eine Vielzahl von Anforderungen, die von Stadien jeder Kategorie erfüllt werden müssen. Beispielsweise müssen Parkplätze für die beiden Mannschaftsbusse vorhanden sein. Stadien der Kategorie 4 wurden früher als Elitestadion bezeichnet. Im Folgenden sind die Anforderungen aufgeführt, die je nach Stadionkategorie unterschiedlich sind:
| Anforderung                   | Anforderung                                    | Kategorie 1 | Kategorie 2 | Kategorie 3 | Kategorie 4 |
| ----------------------------- | ---------------------------------------------- | --- | --- | --- | --- |
| Stadionkapazität              | Mindestkapazität:                              | 200 Zuschauer | 1500 Sitzplätze | 4500 Sitzplätze | 8000 Sitzplätze |
| Stadionkapazität              | Steh- und Sitzplätze                           | Es sind Stehplätze erlaubt. | Es sind ausschließlich Sitzplätze erlaubt. Stehplatzbereiche müssen geschlossen bleiben (Sitzbänke jeglicher Art sind nicht zulässig und fallen in die Kategorie Stehplätze). a                                                              | Es sind ausschließlich Sitzplätze erlaubt. Stehplatzbereiche müssen geschlossen bleiben (Sitzbänke jeglicher Art sind nicht zulässig und fallen in die Kategorie Stehplätze). a                                                              | Es sind ausschließlich Sitzplätze erlaubt. Stehplatzbereiche müssen geschlossen bleiben (Sitzbänke jeglicher Art sind nicht zulässig und fallen in die Kategorie Stehplätze). a                                                              |
| Stadionkapazität              | Mindestanzahl an VIP-Sitzplätzen               | 50 | 50 | 75 | 100 |
| Flutlichtanlage               | horizontale Beleuchtungsstärke                 | ausreichende Beleuchtung, um Übertragung zu gewährleisten | 800 lx | 1200 lx | 1400 lx |
| Flutlichtanlage               | vertikale Beleuchtungsstärke                   | ausreichende Beleuchtung, um Übertragung zu gewährleisten | 350 lx | 750 lx | 1000 lx |
| Notstromaggregat              | Flutlichtspiele                                | – | 350 lx | 350 lx | 350 lx |
| Notstromaggregat              | für übertragene Spiele                         | – | 350 lx | 800 lx | 900 lx |
| Kontrollraum                  |                                                | – | Kontrollraum, der einen Überblick über den gesamten Innenraum des Stadions ermöglicht und mit Kommunikationstechnik ausgestattet ist. | Kontrollraum, der einen Überblick über den gesamten Innenraum des Stadions ermöglicht und mit Kommunikationstechnik ausgestattet ist. | Kontrollraum, der einen Überblick über den gesamten Innenraum des Stadions ermöglicht und mit Kommunikationstechnik ausgestattet ist. |
| Videoüberwachung              |                                                | – | – | Permanentes Videoüberwachungssystem sowohl innerhalb als auch außerhalb des Stadions. Die Kameras müssen über Standbildfunktion verfügen und an Farbmonitore angeschlossen sein, die im Kontrollraum untergebracht sind.                     | Permanentes Videoüberwachungssystem sowohl innerhalb als auch außerhalb des Stadions. Die Kameras müssen über Standbildfunktion verfügen und an Farbmonitore angeschlossen sein, die im Kontrollraum untergebracht sind.                     |
| Spielfeld                     | Länge                                          | 100 – 105 m | 100 – 105 m | 105 m | 105 m |
| Spielfeld                     | Breite                                         | 64 – 68 m | 64 – 68 m | 68 m | 68 m |
| Spielfeld                     | Zäune zwischen Zuschauern und Spielfeld        | erlaubt | erlaubt | erlaubt | nicht erlaubt |
| Schiedsrichterkabinen         | Mindestgröße                                   | – | – | 20 m² | 20 m² |
| Parkplätze                    | VIP-Parkplätze in einem sicheren Bereich       | 20 | 50 | 100 | 150 |
| Parkplätze                    | Busse                                          | mind. 2 für die Mannschaften | mind. 2 für die Mannschaften | mind. 2 für die Mannschaften | mind. 2 für die Mannschaften |
| Arbeitsbereich für die Medien | Mindestzahl an Arbeitspositionen               | 10 | 20 | 30 | 30 |
| Kameraposition                | Mindestgröße für die Plattform der Hauptkamera | 2 × 2 m | 4 × 2 m | 4 × 2 m | 6 × 2 m |
| Pressetribüne                 | Mindestanzahl Sitzplätze                       | 10 | 20 | 30 | 60 |
| Pressetribüne                 | Mindestanzahl Sitzplätze mit Tisch             | 5 | 10 | 15 | 30 |
| Pressetribüne                 | Position der Pressetribüne                     | Zentral auf der Haupttribüne mit Sicht auf das Spielfeld mit einfachem Zugang zu anderen Medienbereichen | Zentral auf der Haupttribüne mit Sicht auf das Spielfeld mit einfachem Zugang zu anderen Medienbereichen | Zentral auf der Haupttribüne mit Sicht auf das Spielfeld mit einfachem Zugang zu anderen Medienbereichen | Zentral auf der Haupttribüne mit Sicht auf das Spielfeld mit einfachem Zugang zu anderen Medienbereichen |
| Plätze für TV-Kommentatoren   |                                                | 1 (nur bei übertragenen Spielen) | 3 | 5 | 10 |
| TV-Studios                    | Mindestanzahl                                  | 1 | 1 | 2 | 2 |
| TV-Studios                    | Erforderliche Größe                            | – | 5 m × 5 m × 2,5 m (Länge/Breite/Höhe) | 5 m × 5 m × 2,5 m (Länge/Breite/Höhe) | 5 m × 5 m × 2,5 m (Länge/Breite/Höhe) |
| TV-Studios                    | zusätzliche Anforderung                        | – | – | – | Einschließlich eines Moderationsstudios mit Blick auf das Spielfeld |
| Bereich für Übertragungswagen | Fläche                                         | mind. 300 m² | mind. 400 m² | mind. 600 m² | mind. 1000 m² |
| Bereich für Übertragungswagen | Ort                                            | neben dem Stadion liegen, idealerweise auf der Seite der Hauptkameraplattform mit freier Sicht auf den südwestlichen bis südöstlichen Horizont bieten oder in höchstens 50 m Entfernung von einem separaten Satelliten-Uplink-Bereich liegen | neben dem Stadion liegen, idealerweise auf der Seite der Hauptkameraplattform mit freier Sicht auf den südwestlichen bis südöstlichen Horizont bieten oder in höchstens 50 m Entfernung von einem separaten Satelliten-Uplink-Bereich liegen | neben dem Stadion liegen, idealerweise auf der Seite der Hauptkameraplattform mit freier Sicht auf den südwestlichen bis südöstlichen Horizont bieten oder in höchstens 50 m Entfernung von einem separaten Satelliten-Uplink-Bereich liegen | neben dem Stadion liegen, idealerweise auf der Seite der Hauptkameraplattform mit freier Sicht auf den südwestlichen bis südöstlichen Horizont bieten oder in höchstens 50 m Entfernung von einem separaten Satelliten-Uplink-Bereich liegen |
| Pressekonferenzraum           | Anforderung                                    | Ein Teil des Arbeitsraums für die Medien kann als Pressekonferenzraum verwendet werden. | Es muss mindestens ein Pressekonferenzraum zur Verfügung stehen, ausgestattet mit Pult, Kameraplattform, Podium, Splitbox, Tonanlage und Stühlen.                                                                                            | Es muss mindestens ein Pressekonferenzraum zur Verfügung stehen, ausgestattet mit Pult, Kameraplattform, Podium, Splitbox, Tonanlage und Stühlen.                                                                                            | Es muss mindestens ein Pressekonferenzraum zur Verfügung stehen, ausgestattet mit Pult, Kameraplattform, Podium, Splitbox, Tonanlage und Stühlen.                                                                                            |
| Pressekonferenzraum           | Mindestanzahl Sitzplätze                       | – | 20 | 30 | 50 |

## Wettbewerbe
Nach dem Reglement der UEFA Champions League und der UEFA Europa League mussten die Stadien bis einschließlich der Saison 2020/21 in der ersten und zweiten Qualifikationsrunde mindestens die Kriterien der Kategorie 2 erfüllen. Infolge der Neuordnung der europäischen Wettbewerbe gilt dies seit der Saison 2021/22 für die UEFA Champions League und die UEFA Conference League. In der Europa League sind diese Qualifikationsrunden weggefallen.
In der dritten Qualifikationsphase muss es mindestens der Kategorie 3 entsprechen, für die Play-off-Entscheidungsspiele wird in der Europa League und Conference League ein Stadion der Kategorie 3 benötigt, in der Champions League ein Stadion der Kategorie 4. Für die folgenden Spiele bis einschließlich Halbfinale wird die Kategorie 4 benötigt. Die Endspiele müssen auf Stadien der Kategorie 4 mit Naturrasen stattfinden, es können zudem weitere Voraussetzungen gefordert werden.[veraltet]
Der UEFA Super Cup muss in einem Stadion ausgetragen werden, das die infrastrukturellen Kriterien der Kategorie 3 erfüllt.
Bei der U21-Europameisterschaft müssen die Stadien für den Qualifikationswettbewerb die Anforderungen der Kategorie 2 erfüllen. Die Endrunde erfordert Stadien der Kategorie 3.
Die Spiele der UEFA Women’s Champions League ab der Qualifikationsrunde bis einschließlich Halbfinale können in Stadien der Kategorie 1 ausgetragen werden. Das Endspiel erfordert mindestens Kategorie 2.
Die UEFA kann in besonderen Härtefällen und auf begründeten Antrag Ausnahmen im Hinblick auf die geforderten Kriterien bewilligen. Diese Ausnahmen können entweder für einzelne oder mehrere Spiele oder aber für die gesamte Dauer des Wettbewerbs bewilligt werden.